# Горњи Неволјани
Горњи Неволјани или Неволјани (грч. Σκοπιά, Скопија) је насеље у Грчкој у општини Лерин, периферија Западна Македонија. Према попису из 2021. било је 508 становника.
На попису из 1940. године Горњи Неволјани су имали 1.731. становника, од чега су Словени апсолутна већина а остали грчке избеглице из Турске.

## Становништво
| Година       | 1951  | 1961  | 1971 | 1981 | 1991 | 2001 | 2011 |
| ------------ | ----- | ----- | ---- | ---- | ---- | ---- | ---- |
| Становништво | 1.522 | 1.077 | 732  | 612  | 594  | 571  | 563  |